# モモコ (お笑い芸人)
モモコ（本名：小林 聡、1964年（昭和39年）2月21日 - ）は、日本のお笑い芸人であり、お笑いコンビ「ハイヒール」のボケ担当。

## 経歴
大阪府大阪市阿倍野区の電器店を営む家に生まれた。その家には家政婦がいたが、父が再婚すると生活が変わり家政婦もいなくなった。
大阪市立第二工芸高等学校中退後は当時の友人とコンビを組んでフジテレビ『笑ってる場合ですよ!』の「お笑い君こそスターだ!」へ出演し、その番組を見ていた吉本興業の関係者に誘われてNSCへ途中入学し、相方となるリンゴを紹介されて1982年に「ハイヒール」を結成した。
なんば花月下席の『フレッシュコーナー』で初舞台を踏み、結成当時は「女子大生と元スケバン」というキャッチコピーで活動し、竹の子族であったモモコが元ヤンキーというキャラクターであった。またモモコの芸名は映画『ハイティーン・ブギ』のヒロインである宮下桃子が由来である。

## 人物
私生活においては1992年に関西テレビで放送されたやしきたかじんの番組で結婚相手を募集したのがきっかけで一般男性と結婚した。2男1女の母親となり、1995年に長男、1999年に次男、2002年に長女をそれぞれ出産した。

## 出演

### テレビ番組
現在
- モモコのOH!ソレ!み～よ!（関西テレビ）
- ごきげんライフスタイル よ〜いドン!（関西テレビ）- 水曜担当

過去
- エンドレスナイト（1984年、関西テレビ）※モモコのみ、エンドレスギャルズ第1期生
- モモコの瓦版やったるで（関西テレビ）※モモコ初主演の単独ドラマ
- 2時ドキッ!（2000年7月 - 2004年3月、関西テレビ）※月曜担当
- おじょママ!F（関西テレビ）
- SUPER SURPRISE 木曜（読売テレビ）
- 水野真紀の魔法のレストランR（毎日放送）※モモコの長女・小林さとねは2012年10月から2014年9月までレギュラー、モモコは準レギュラー
- ちちんぷいぷい（毎日放送）- 火曜日→金曜日に出演。
- チャント!（CBCテレビ）

### CM
- 夕月かまぼこ（パブスティック、デジロボプレゼント告知）（1985年）
- プライダルアート（1986年）
- 給湯キャンペーン（1987年）
- カルピス食品工業（1987年 - 1988年）
- 本田技研工業（1987年 - 1988年）
- 焼き肉のタレ エバラ食品工業（1987年 - 1989年）
- 北海道ツアー お笑いスキー吉本ツアーズ（1987年）
- 白熊ツアー（1988年）
- セクト3 堺店（1988年）
- エルグ（1992年）
- 関西電力（1992年）
- 米ぬか美人 西宮酒造（1993年 - 1995年）
- 大阪市 ポイ捨て防止キャンペーン（1994年）
- アトラス（1996年 - 2002年）
- 大阪市住宅共給公社（1997年）
- 大阪市内局番4桁化広報 NTT（1997年 - 1999年）
- 月桂冠「日本酒の常識とウソ」（1997年 - 1999年）
- カップスター サンヨー食品販売（1998年）
- 株式会社 山食（2005年）
- とろける豆腐 山食（2006年）
- 近鉄 近鉄友の会 会員募集キャンペーン（2006年）
- ルーディア
- プレスタ杭全 大阪市住宅共給公社
- 千剖
- NTTドコモ（2016年）
- プレサンスコーポレーション プレサンスロジェ「京橋エリア」シリーズ（2017年）

### 映画
- どついたるねん（1989年）
- 風、スローダウン（1991年）
- 大阪パチンコ物語 浪花の勝負師（1992年）
- 岸和田少年愚連隊 BOYS BE AMBITIOUS（1996年）
- 翔んで埼玉 〜琵琶湖より愛をこめて〜（2023年） - 元大阪府知事 役[3]
- 裏社員。-スパイやらせてもろてます‐（2025年）[4]

### その他
- 部長刑事 第1362話「ヤング特集・新人漫才師が殺した!?」（1984年、朝日放送）

## 著書
- 『ぷくぷく: モモコは母なのでちゅ』（1996年9月1日、主婦の友社）
- 『Moko・family―ハイヒール・モモコフォトエッセイ集』（1997年3月1日、主婦の友社）
- 『ぷくれれ: モモコはハワイで産んだでちゅ』（1999年5月1日、主婦の友社）
- 『ハイヒール・モモコ 祝福 ―モモコは女の子を産んだでちゅ』（2005年10月1日、主婦の友社）
- 『縁 運 勘、人 ハイヒール・モモコの欲しいものをすべて手に入れる法則』（2015年1月30日、主婦の友社）
- 『ヤン暦』（2024年2月21日、主婦の友社）